# عملیات هوایی رم-توکیو

مسیر سفر آرتورو فرارین رم-توکیو

پرواز یا عملیات هوایی رم - توکیو (ایتالیایی: Raid Roma-Tokyo) یک سفر هوایی دوربرد بود که از شهر رم در ایتالیا آغاز می‌شد و پس از گذر از کشورهای اوراسیا به توکیو در ژاپن ختم می‌شد. این سفر که بین ۱۴ فوریه و ۳۱ مه ۱۹۲۰ (۲۴ بهمن ۱۲۹۸ و ۱۹ خرداد ۱۲۹۹) انجام شد توسط گابریله دآنونزیو و هاروکیچی شیموی سازماندهی شد و توسط هوانوردان گویدو ماسیرو و آرتورو فرارین به همراه مهندسان مربوطه‌شان، روبرتو مارتو و جینو کاپانینی به اتمام رسید.

## خاستگاه ایده
گابریله دآنونزیو ایده سفر رم به توکیو را در مارس ۱۹۱۹ در سر داشت:  این ایده از ملاقات او با شاعر ژاپنی هاروکیچی شیموی در طول جنگ جهانی اول، نشأت گرفت، کسی که در ارتش آردیتی خدمت کرده بود. دآنونزیو که از شرکت‌کنندگان در پرواز بر فراز وین بود، در ابتدا قصد داشت خود این مأموریت را انجام دهد و به همین دلیل از سوی دولت ایتالیا حمایت و شد، دولتی که این سفر را به عنوان یک وسیله ممکن برای منحرف کردن او از ماجرای فیومه می‌دید.
همانطور که معلوم شد، دآنونزیو، از ماجرای فیومه منحرف نشد و خودش از این پرواز صرف نظر کرد. اگرچه این طرح شامل یازده هواپیما بود، اما فقط فرارین به همراه مهندسش جینو کاپانینی در نهایت توانستند به‌طور کامل با پرواز به پایتخت ژاپن برسند، که مجموعاً شامل ۱۱۲ ساعت پرواز بود. ماسیرو و مارتو بخش بین دهلی و کلکته را با قطار و قسمت بین گوانگژو و شانگهای را با کشتی طی کردند. بقیه افراد نیز نتوانستند سفر را کامل کنند و حتی یک هواپیما سقوط کرد و دو خدمه آن کشته شدند.

## خدمه پروازها
افسران، درجه‌داران و سربازان انتخاب شده توسط دآنونزیو عبارت بودند از:
| خلبان                                    | دیگر خدمه | نوع هواپیما                  | نتیجه پرواز                         |
| ---------------------------------------- | --- | ---------------------------- | ----------------------------------- |
| ستوان ادواردو اسکاوینی (Edoardo Scavini) | ستوان دوم کارلو بونالومی (Carlo Bonalumi)                                                                     | هواپیمای دوبال کاپرونی کا.۳۳ | در بیابان شام از پرواز انصراف دادند |
| ستوان لوئیجی گارونه (Luigi Garrone)      | ستوان انریکو آبا (Enrico Abba) مهندس پرواز آلفردو روسی (Alfredo Rossi) مهندس پرواز آلفردو مومو (Alfredo Momo) | هواپیمای سه‌بال کاپرونی کا.۴۰ | هواپیما در تسالونیکی از دست رفت     |
| ستوان لئاندرو نگرینی (Leandro Negrini)   | ستوان دوم جیووانی اوریگی (Giovanni Origgi) مهندس داریو کوتی (Dario Cotti)                                     | هواپیمای دوبال کاپرونی کا.۳۳ | در قونیه دستگیر شدند                |
| ستوان ویرجیلیو سالا (Virgilio Sala)      | ستوان اینوسنته بورلو (Innocente Borello) مهندس آنتونیو سانیتا (Antonio Sanità)                                | هواپیمای دوبال کاپرونی کا.۴۴ | در رود میندر دچار نقص فنی شدند      |
| ستوان گویدو ماسیرو (Guido Masiero)       | مهندس پرواز روبرتو مارتو (Roberto Maretto)                                                                    | هواپیمای دوبال کاپرونی کا.۴۴ | به مقصد رسیدند                      |
| ستوان آرتورو فرارین (Arturo Ferrarin)    | مهندس پرواز جینو کاپانینی (Gino Cappannini)                                                                   | هواپیمای دوبال اس‌وی‌ای ۹      | به مقصد رسیدند                      |
| کاپیتان ماریو گوردسکو (Mario Gordesco)   | ستوان خلبان جوزپه گراسا (Giuseppe Grassa)                                                                     | هواپیمای دوبال اس‌وی‌ای ۹      | در بوشهر سقوط کردند و کشته شدند.    |
| کاپیتان اومبرتو ری (Umberto Re)          | فیلمبردار بیکسیو آلبرینی (Bixio Alberini)                                                                     | هواپیمای دوبال اس‌وی‌ای ۹      |                                     |
| کاپیتان فروچیو رانزا (Ferruccio Ranza)   | مهندس پرواز بریگیدی (Brigidi)                                                                                 | هواپیمای دوبال اس‌وی‌ای ۹      |                                     |
| ستوان آمدئو مکوزی (Amedeo Mecozzi)       | ستوان برونو بیلیسکو (Bruno Bilisco)                                                                           | هواپیمای دوبال اس‌وی‌ای ۹      |                                     |
| ستوان فروچیو مارواری (Ferruccio Marwari) | مهندس جوزپه دامونته (Giuseppe Da Monte)                                                                       | هواپیمای دوبال اس‌وی‌ای ۹      |                                     |

## مسیر ایتالیا تا هند
فرارین و ماسیرو در ۱۴ فوریه ۱۹۲۰ در ساعت ۱۱:۰۰ از فرودگاه سنتوسل در رم پرواز خود را آغاز کردند. آن‌ها کمی بعد در پوگلیا، جیویا دل کوله مجبور به توقف شدند، چرا که هر دو هواپیما با نقص فنی مواجه شدند. آن‌ها سپس در ولوره (آلبانی) توقف کردند؛ جایی‌که پس از اشغال در سال ۱۹۱۴ هنوز نیروهای ایتالیایی در آن حضور داشتند. پس از ولوره در سالونیک (یونان) توقف کردند و از آنجا به ازمیر (ترکیه) رفتند که در آن زمان توسط یونانی‌ها اشغال شده بود.
از ازمیر به سوی آنتالیا حرکت کردند، اما مشکلات فنی آنها را مجبور کرد تا در آیدین (ترکیه) فرود بیایند. سپس به آنتالیا، که در آن زمان تحت اشغال ایتالیایی‌ها بود، پرواز کردند و سپس به حلب و بغداد رفتند. در بغداد، فِرارین مجبور شد در زمینی که یک مسابقه فوتبال در آن در حال برگزاری بود، فرود آید. در ۲۳ فوریه، آنها به سمت بصره حرکت کردند، جایی که فِرارین سه روز منتظر ماسِیِرو ماند تا پرواز به سوی بندرعباس را از سر بگیرند، اگرچه شرایط بد جوی او را مجبور به فرود در بوشهر کرد. آن‌ها سرانجام به بندرعباس رسیدند، پس از یک تلاش ناموفق به دلیل مشکلی در رادیاتور، فِرارین در نهایت موفق شد به چابهار برسد.

## مسیر هند تا چین
از آنجا، فِرارین قصد داشت مستقیماً به کراچی برود، اما به دلیل مشکلی در موتور، مجبور شد در نزدیکی یک روستا که توسط شورشیانی که مخالف سلطنت بریتانیا بودند، فرود بیاید. خوشبختانه، اهالی روستا پرچم سه رنگ ایتالیا را با پرچم بلغارستان اشتباه گرفتند، که در طول جنگ جهانی اول دشمن بریتانیا بود. فِرارین با بهره‌برداری از این اشتباه توانست بدون آسیب این روستا را ترک کند و سفر خود به سوی کراچی را از سر بگیرد. در کراچی، فِرارین به ماسِیِرو پیوست که موفق شده بود مستقیماً از بندر عباس پرواز کند.
فِرارین از کراچی، به سوی دهلی حرکت کرد و پس از توقفی در حیدرآباد و توقف کوتاهی در یک ایستگاه قطار، به دهلی رسید. سپس به الله‌آباد رسید و از آنجا به کلکته رفت. پس از توقف طولانی در آنجا، در حالی که بیهوده منتظر همراهان دیگر خود بود، فِرارین پرواز خود را به سوی اکیاب از سر گرفت (یک منبع اشاره می‌کند که او با هواپیمای جدیدی را پرواز می‌کرد، زیرا هواپیمای اصلی او به دلیل بی‌دقتی کارکنان محلی به طور جبران‌ناپذیری آسیب دیده بود) و از آنجا به یانگون (میانمار)، آخرین ایستگاه تحت کنترل بریتانیا، رسید. برای بخش بغداد تا برمه، مقامات بریتانیایی حمایت کاملی از خلبانان ارائه کردند، از جمله کمک به تعمیرات و راهنمایی‌های لازم در مورد مسیریابی.
ماسیرو ابتدا به یانگون رسید، سپس فِرارین راهی شد و از طریق بانکوک، اوبون راتچاتانی و هانوی به‌دنبال او رفت و موفق شد به او برسد. در ۲۱ آوریل، فِرارین دوباره حرکت کرد. او دو فرود کوتاه انجام داد، اولین فرود در یک جزیره کوچکی در دریای چین جنوبی و دومین فرود در نزدیکی ماکائو، پیش از آن‌که به گوانگ‌ژو برسد. از آنجا، او به سوی فوجو و سپس شانگهای مسیر خود را ادامه داد.

## از چین تا ژاپن

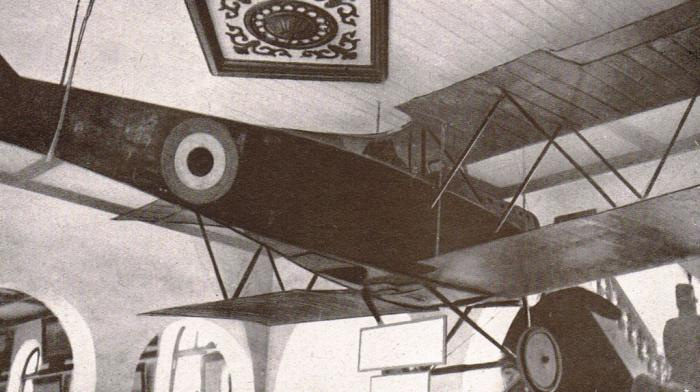
هواپیمای مورد استفاده فرارین برای حمله، در موزه امپراتوری ژاپن به نمایش گذاشته شد

در شانگهای یک هفته توقف کرد و سپس به چینگدائو رفت که در آن زمان تحت اشغال نیروهای ژاپنی بود. او مورد استقبال مقامات ژاپنی قرار گرفت و به او وعده داده شد که وقتی به ژاپن برسد، یک شمشیر طلایی سامورایی به او اهدا خواهد شد و هواپیمایش در توکیو به نمایش گذاشته خواهد شد. در واقع، این هواپیما تا سال ۱۹۳۳ به نمایش درآمد، اما پس از آن به دلیل خرابی غیرقابل تعمیر نابود شد.
او از چینگدائو به پایتخت چین، پکن، رفت و یک هفته را در آنجا گذراند و در آنجا مورد استقبال مردم و مقامات محلی قرار گرفت و سپس دوباره به کوو پانگتزو (Kow Pangtzu)، در نزدیکی شنیانگ و سپس به شینویجو در کره رفت، که در آن زمان بخشی جدایی‌ناپذیر از امپراتوری ژاپن بود.

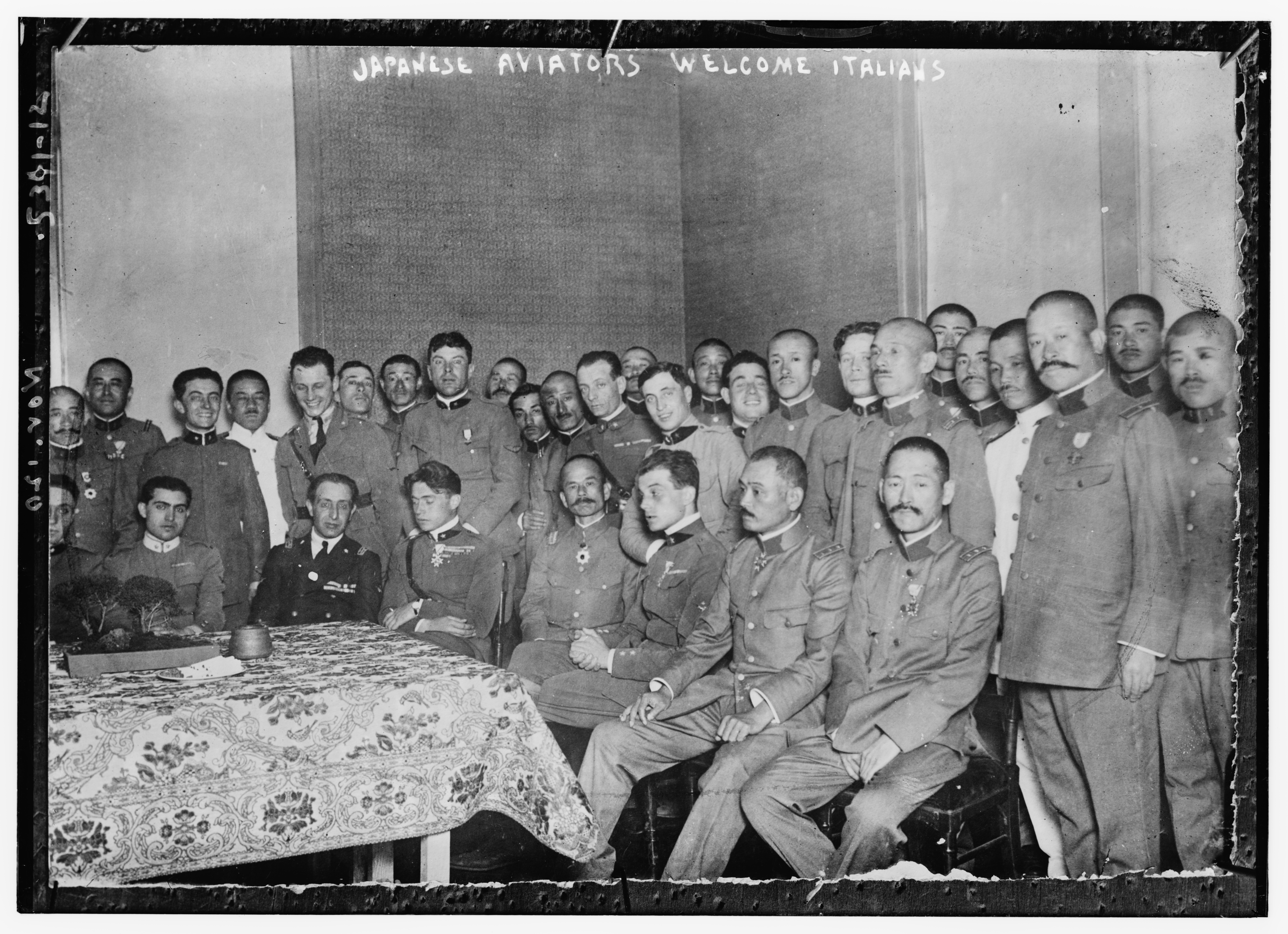
عکس‌ یادگاری از استقبال هوانوردان ژاپنی از ایتالیایی‌ها

ایستگاه بعدی در این سفر سئول بود، مقصدی که هم از سوی مقامات ژاپنی و هم نمایندگان ایتالیا در کره به فرارین تحمیل شده بود. او از سئول به سمت دائگو رفت که آخرین ایستگاه در خاک اصلی (سرزمین مادر) بود. طبق دستور مقامات ژاپنی، فرارین مجبور شد مسیری طولانی‌تر و شمالی‌تر از آنچه در نظر داشت را طی کند، زیرا پرواز بر فراز دژهای بوسان و تسوشیما به طور کامل ممنوع بود. با وجود این تغییر مسیر تحمیلی، فرارین در تاریخ ۳۰ مه به اوساکا رسید و مورد استقبال شهروندان قرار گرفت.
با فرود آمدن در پارک یویوگی، فرارین به آخرین مرحله از سفر خود رسید: توکیو. در اینجا، علاوه بر جمعیت زیادی که از زمان ورودش به چین در تمام ایستگاه‌ها از او استقبال کرده بودند، مورد استقبال شاهزاده سلطنتی هیروهیتو و امپراتریس تی‌می قرار گیرد.
فرارین در سال ۱۹۲۱ خاطرات سفر خود را در کتابی با عنوان «پرواز من از رم تا توکیو» منتشر کرد.

## دیگر خلبان‌ها
در مجموع یازده هواپیما به همراه خدمه‌هایشان تلاش کردند این سفر را انجام دهند، اما تنها هواپیماهای آرتورو فرارین (Arturo Ferrarin) و گویدو مازیه‌رو (Guido Masiero) به ژاپن رسیدند. سایر خدمه‌ها با حوادثی —حتی مرگبار— روبرو شدند که مانع از رسیدن آن‌ها به توکیو شد.
- اولین خدمه‌ای که از ادامه مسیر بازماندند، آبا (Abba) و گارونه (Garrone) بودند که هواپیمای خود را در تسالونیکی از دست دادند.
- هواپیمای کاپرونیِ سالا (Sala) و بورلو (Borello) نیز در مسیر رود میندر دچار نقص فنی شد.
- اوریجی (Origgi) و نگرینی (Negrini) سفر خود را در قونیه به پایان رساندند؛ آن‌ها در دوم سپتامبر دستگیر شدند و هواپیمایشان نابود شد.
- در بیابان شام نیز اسکاوینی (Scavini) و بونالومی (Bonalumi) از ادامه مأموریت منصرف شدند.
- جدی‌ترین سانحه این عملیات در بوشهر رخ داد، جایی که گوردسکو (Gordesco) و گراسا (Grassa) دچار حادثه‌ای مرگبار شدند: هواپیمای آن‌ها، از نوع SVA9 مانند هواپیماهای مازیه‌رو و فرارین، هنگام برخاستن دچار نقص فنی شد و پس از آتش گرفتن، سقوط کرد. در ژاپن، امپراتریس تی‌می فرمان داد که مراسم تدفینی به افتخار آن‌ها در معبدی در توکیو با حضور خلبانان ایتالیایی‌ای که سالم به مقصد رسیده بودند، برگزار شود.

## نقدها
با وجود موفقیت این عملیات، این سفر در ایتالیا مورد انتقاد قرار گرفت. احزاب چپ‌گرا، در حالی که ارزش دستاورد فرارین را به رسمیت می‌شناختند، به هزینه‌های گزاف صرف‌شده از بودجه عمومی و سازماندهی ضعیف آن اعتراض کردند.

## میراث
در سال ۲۰۲۰، به مناسبت صدمین سالگرد این عملیات هوایی، نیروی هوایی ایتالیا طرح ویژه‌ای را به پنج فروند از هواپیماهای SIAI S.208M متعلق به اسکادران ۶۰ در گویدونیا اختصاص داد. در این طرح، تصویر آرتورو فرارین بر روی دم هواپیماها نقش بسته بود و نشان کاکل ویژه‌ای با رنگ‌های پرچم ایتالیا و ژاپن نیز دیده می‌شد.
در همان سال، شهرداری کادونگه مستندی تهیه کرد که تمرکز ویژه‌ای بر روبرتو مارتو، یکی از اهالی بومی این منطقه، داشت. در ژوئن ۲۰۲۱ نیز مراسمی در کادونگه برگزار شد که شامل فعالیت‌های گوناگونی به یاد عملیات هوایی (Raid) بود.

## مراجع
مشارکت‌کنندگان ویکی‌پدیا. «Rome–Tokyo Raid». در دانشنامهٔ ویکی‌پدیای انگلیسی، بازبینی‌شده در ۲۵ آوریل ۲۰۲۵.